# تکیه میرزا رفیعا
تکیه میرزا رفیعا مربوط به دوره صفوی است و در اصفهان، جنوب تخت فولاد، محل نیروی هوائی سپاه واقع شده و این اثر در تاریخ ۱۰ خرداد ۱۳۸۲ با شمارهٔ ثبت ۹۰۹۲ به‌عنوان یکی از آثار ملی ایران به ثبت رسیده است.

## علما مدفون در تکیه میرزا رفیعا
- میرزا یحیی مدرس اصفهانی